# Aleksandria (powiat płoński)
Aleksandria – wieś w Polsce położona w województwie mazowieckim, w powiecie płońskim, w gminie Nowe Miasto. Leży nad Soną dopływem Wkry.
Wieś wchodzi w skład sołectwa Aleksandria – Popielżyn Dolny.
W latach 1975–1998 miejscowość należała administracyjnie do województwa ciechanowskiego.